# Cyrioides
Cyrioides es un género de escarabajos de la familia Buprestidae.

## Especies
- Cyrioides australis (Boisduval, 1835)
- Cyrioides cincta (Carter, 1908)
- Cyrioides elateroides (Saunders, 1872)
- Cyrioides imperialis (Fabricius, 1801)
- Cyrioides sexspilota (Carter, 1920)
- Cyrioides vittigera (Laporte & Gory, 1835)